# Anna Salome von Salm-Reifferscheidt

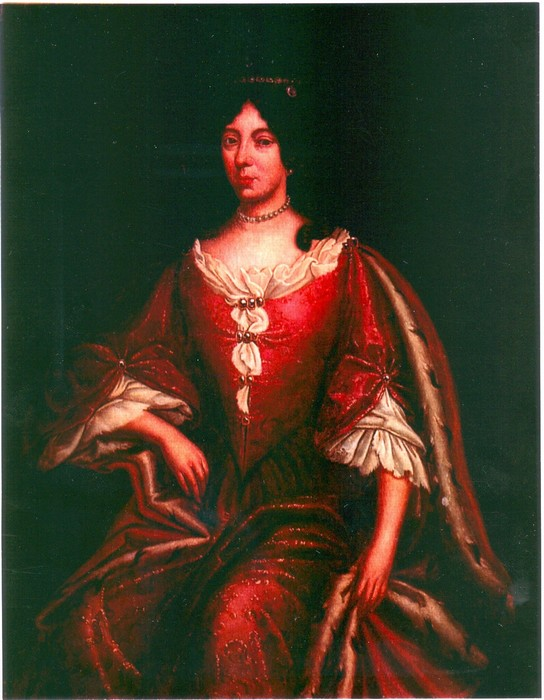
Anna Salome von Salm-Reifferscheidt

Anna Salome von Salm-Reifferscheidt (* 4. Oktober 1622; † 15. Oktober 1688 in Essen) war von 1646 bis 1688 Fürstäbtissin des kaiserlich-freiweltlichen katholischen Stifts Essen. Unter ihrer eher nominalen Herrschaft gelang es, das vom Dreißigjährigen Krieg geschädigte Stift zu konsolidieren. Anna Salome förderte in ihrem Herrschaftsgebiet gegenreformatorische Interessen und innerhalb des Konvents ständische Interessen des Reichsgrafenstandes.

## Abstammung und Stiftseintritt
Anna Salome von Salm-Reifferscheidts Eltern waren Altgraf Ernst Friedrich von Salm-Reifferscheid (1583–1639) und Maria Ursula († 1649), geborene Gräfin zu Leiningen. Bereits 1628 wurde sie, gemeinsam mit ihrer Schwester Sidonia Elisabeth, im Stift Thorn aufgenommen. Ein Jahr später kam für beide je eine Präbende im Kölner Stift St. Ursula hinzu, obwohl dort die Aufschwörungen erst zwei Jahre später vorgelegt wurden. Im Dezember 1633 erhielten beide Schwestern dann auch Präbenden in Essen, wobei Anna Salome die ihrer älteren Schwester Maria Sophia übernahm, die das Stift verlassen hatte. Aus der Residenzpflicht in Thorn wurde sie im März 1637 entlassen.

## Stiftskarriere
1638 wurde sie zur Pröpstin des Essener Stiftes gewählt, 1640 in Thorn zur Dechantin. Nach dem Tod der Essener Äbtissin Maria Clara von Spaur, die seit 1622 im Exil in Köln gelebt hatte, schlugen 1645 der Kölner Erzbischof Ferdinand von Bayern und der Pfalzgraf bei Rhein Wolfgang Wilhelm dem Essener Kapitel Anna Salome als Nachfolgerin vor. Auch Graf Wilhelm Wirich zu Daun-Falkenstein, der auf Schloss Broich residierte, setzte sich für ihre Wahl ein, wobei er das Kanonikerkapitel unverhohlen auf den Reichtum des Hauses Salm-Reifferscheidt und dessen hohes Ansehen in Kurköln und Bayern hinwies. Der Grund dafür war, dass das Stift Essen im Dreißigjährigen Krieg wirtschaftlich stark gelitten hatte. Trotz dieser Fürsprache entschied man sich in Essen für die Wunschkandidatin des päpstlichen Nuntius, Anna Eleonora von Staufen, die schon seit 1631 dem Thorner Stift als Äbtissin vorstand. Diese war bei ihrer Wahl bereits eine ältere Dame und starb nach weniger als einem Jahr Amtszeit, wodurch die Äbtissinnenämter in Essen und Thorn erneut vakant wurden.

## Äbtissinnenwahl
In Essen standen nicht weniger als vier Bewerberinnen zur Wahl, für die Empfehlungsschreiben beim Kapitel eingingen: Claudia Seraphica von Wolkenstein-Rodeneck, Erika Christina von Manderscheid-Blankenheim-Gerolstein, Anna Salome von Manderscheid-Blankenheim und Anna Salome von Salm-Reifferscheidt. Die Letztere wurde bei ihrer Kandidatur wiederum vom Kölner Erzbischof unterstützt, außerdem von ihrem Bruder Ernst Salentin von Salm-Reifferscheidt. Eine weitere Empfehlung kam von der regierenden Landgräfin von Hessen-Kassel, mit der das Haus Salm-Reifferscheidt verschwägert war. Dass Truppen des Hauses Hessen-Kassel den Besitzungen des Stifts zusetzten, war der Wahl Anna Salomes förderlich, da man erwarten durfte, dass diese Beeinträchtigung mit der Wahl einer Hessen-Kassel genehmen Fürstäbtissin enden würde. Ob Anna Salome allerdings tatsächlich das Essener Abbatiat anstrebte, ist nicht sicher. Wilhelm Wirich von Daun-Falkenstein, der sie im Jahr zuvor unterstützt hatte, setzte sich diesmal für Anna Salome von Manderscheid-Blankenheim ein und gab als Begründung an, dass Anna Salome von Salm-Reifferscheidt wohl lieber in Thorn gewählt werden wolle. Gleichwohl wurde sie am 5. Juni 1646 in Essen einstimmig zur Äbtissin gewählt, in Thorn wählte man zwei Wochen später ihre Schwester Anna Catharina.
Es war trotz der einstimmigen Wahl nicht völlig sicher, dass Anna Salome das Äbtissinnenamt würde ausüben können. Zum einen war sie mit 24 Jahren recht jung, zum anderen war das Haus Hessen-Kassel, das sich für ihre Wahl eingesetzt hatte, protestantisch. Die päpstliche Bestätigung Anna Salomes war daher nicht gewiss. Anna Salome weigerte sich noch Ende Juli 1646, vom wirtschaftlich lukrativen Amt der Pröpstin zu resignieren, solange sie nicht als Äbtissin bestätigt war. Der vom päpstlichen Nuntius in Köln eingeleitete Informativprozess ergab durch die eidesstattliche Befragung von 15 Zeugen aus Essen und Thorn, dass Anna Salome eine fromme und kluge Frau sei. Dieses Ergebnis stellte die Kurie offenbar zufrieden. Obwohl sich keine Urkunde der päpstlichen Bestätigung nachweisen lässt, amtierte Anna Salome über vierzig Jahre als Äbtissin.

## Amtsführung

### Konsolidierung des Stiftes nach außen

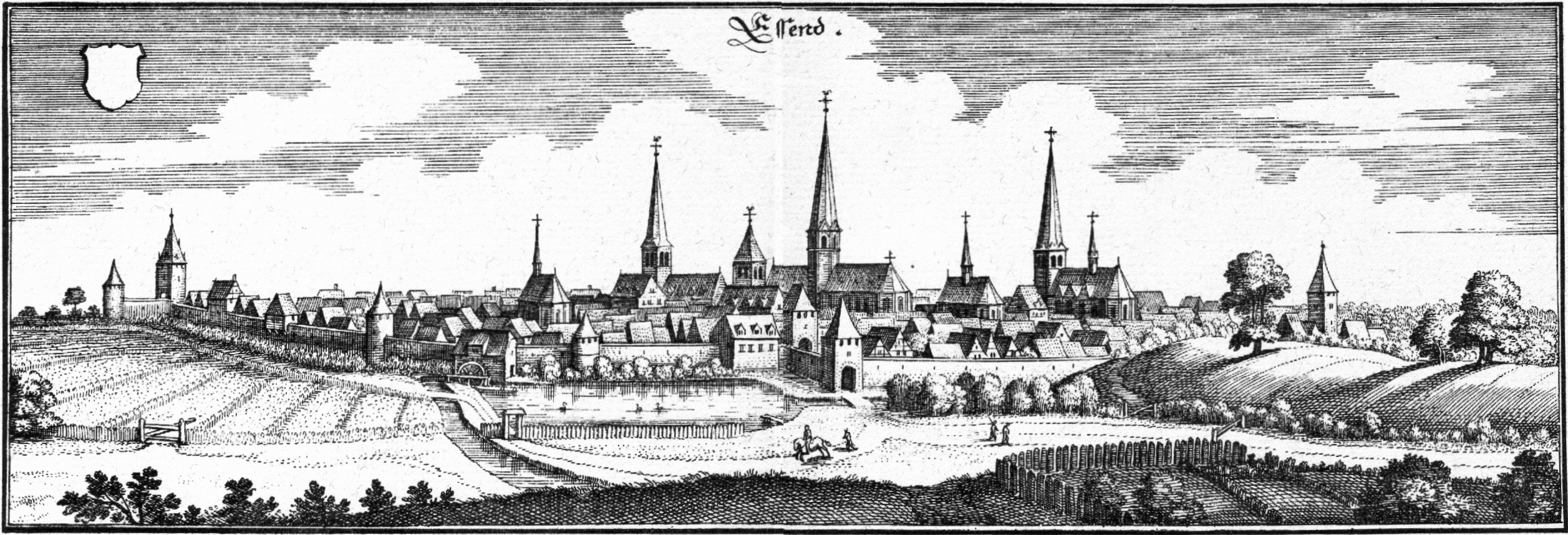
Essen während der Regentschaft Anna Salomes, Kupferstich von Matthäus Merian (1646)

Anna Salomes Amtszeit wurde durch die Nachwirkungen des Dreißigjährigen Krieges und die Streitigkeit zwischen der protestantischen Stadt Essen, die vom Kurfürsten von Brandenburg unterstützt wurde, und dem katholischen Stift geprägt. Als Fürstäbtissin war sie die Landesherrin, der Krieg hatte jedoch dazu geführt, dass Anna Salome erst wieder die Landesherrschaft herstellen musste. Ihre Vorgängerin Anna Eleonora hatte zu kurz regiert, um an den Verhältnissen etwas zu ändern, die durch die lange Abwesenheit Maria Claras von Spaur entstanden waren. Diese Aufgabe erledigten anscheinend allein ihre Ratgeber, von Anna Salomes Hand finden sich in keiner Essener Akte Anmerkungen.
Anna Salome ließ die 1641 verwüsteten Essener Stiftsgebäude renovieren, ebenso Schloss Borbeck. Der Brüsseler Äbtissinnenkatalog berichtet, sie habe den Glockenturm des Essener Münsters neu decken und daran eine Uhr anbringen lassen. Außerdem sei ihr die Erneuerung der Orgel im Jahr 1650 zuzuschreiben. 1652 kamen auf Betreiben der Jesuiten Augustiner Chorfrauen nach Essen. Anna Salome übergab ihnen das Gebäude des Beginenkonvents am Alten Hagen und erlaubte ihnen bis auf Widerruf, eine Mädchenschule zu betreiben, weshalb ihr fälschlicherweise die Initiative für die Gründung zugeschrieben wird. Die katholische Schule wurde aber von der protestantischen Stadtbevölkerung nicht angenommen und bald geschlossen. Anna Salome instrumentalisierte die missionarische Arbeit der Jesuiten und Augustiner-Chorfrauen für ihre eigenen Zwecke, die Festigung der Landesherrschaft gegen die protestantische Stadtbevölkerung Essens.

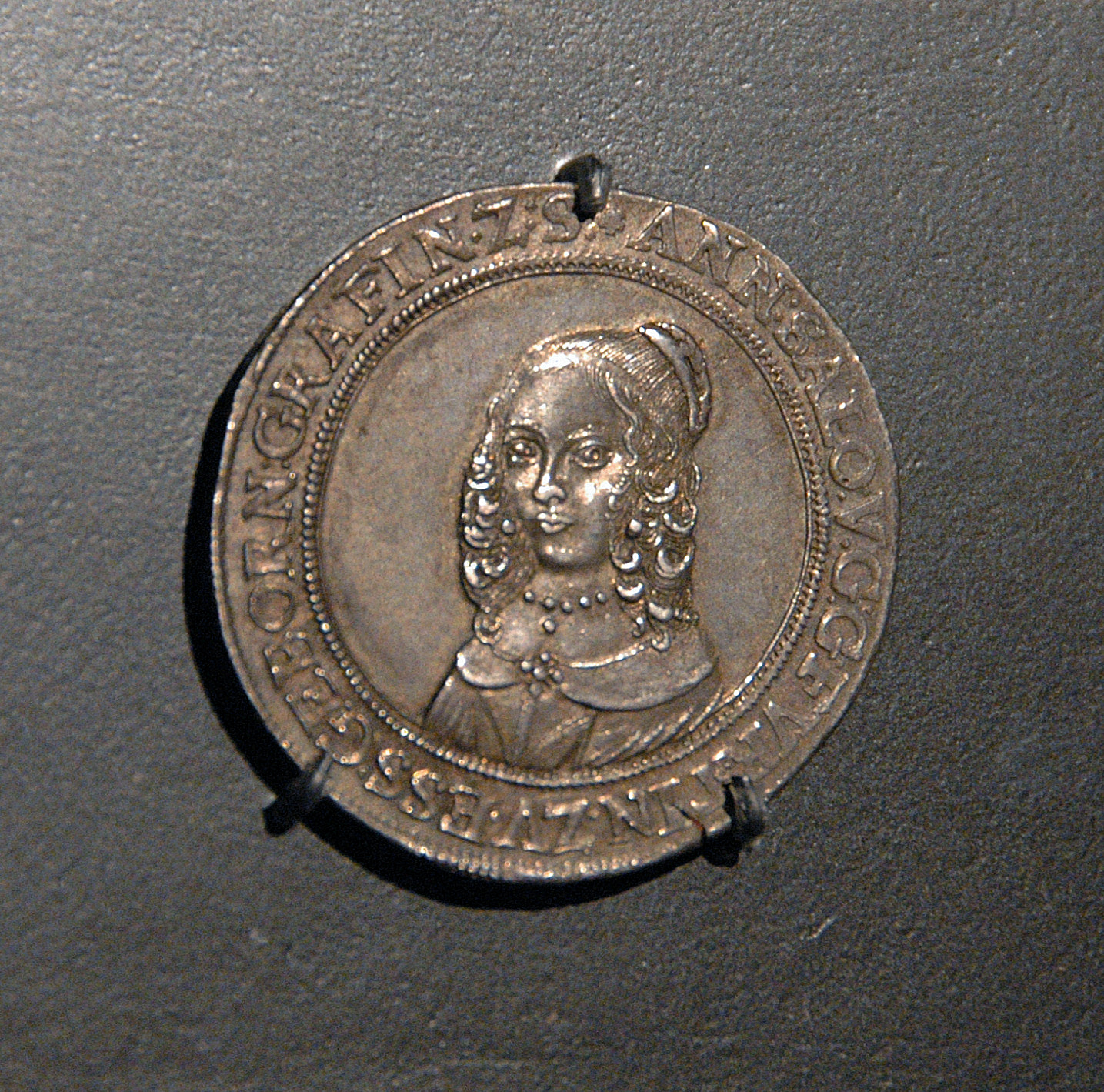
Taler der Äbtissin Anna Salome mit ihrem Brustbild

Im Jahr 1656 wurde in Essen eine eigene, auf den Reichstaler bezogene, Währung eingeführt, wobei man sich des Münzprivilegs der Äbtissinnen bediente, das seit der Äbtissin Sophia von Gleichen († 1489) nicht mehr ausgeübt worden war. Einen Rechtsstreit mit der Stadt Essen, die sich als Freie Reichsstadt ansah und deswegen der Auffassung war, den Münzkurs bestimmen zu können, gewann die Äbtissin im selben Jahr. 1661 gewann Anna Salome auch die Herrschaft über das Stift Rellinghausen zurück, das zwar eine Essener Tochtergründung war, sich im Laufe des Mittelalters aber verselbständigt hatte. 1670 entschied das Reichskammergericht schließlich den von Äbtissin Irmgard von Diepholz 1567 eingeleiteten Prozess gegen die Stadt wegen Verletzung der Privilegien der Äbtissin und stellte klar, dass die Stadt Essen der Äbtissin untertan sei, fügte allerdings einschränkend hinzu, dass ihr ihre althergebrachten Rechte zu belassen seien. Anna Salome akzeptierte die Entscheidung, die Stadt allerdings nicht. Die Einschränkung hinsichtlich der althergebrachten Rechte sorgte dafür, dass der Dauerstreit zwischen Äbtissin und Stadt bis zur Entscheidung in der Revision weitere hundert Jahre fortdauerte. Im Streit zwischen Stift und Stadt beschränkte man sich nicht immer auf juristische Argumente. 1662 veranlasste Anna Salome die katholischen Stiftsbauern, in die protestantische Stadt einzurücken und die Stadttore zu besetzen. Bei dieser Aktion wurden einige Essener Bürger so derbe verprügelt, dass sie im Spital versorgt werden mussten.

### Standespolitik im Stiftsinneren
Innerhalb des Stiftes war das Leben friedlicher, Zwistigkeiten innerhalb des Kapitels wurden mit Hilfe gemeinsamer Verwandter geregelt. Anna Salome betrieb dort eine an reichsgräflichen Interessen orientierte Standespolitik, indem sie den Zugang zum Stift für Töchter des nobilitierten Adels verhinderte. Zahlreiche Präbenden gingen an Töchter ihrer Brüder und Schwestern, die Aufnahme ihrer Nichten aus dem Haus Liechtenstein verhinderten das Damenkapitel und sie jedoch, weil dieses Geschlecht erst 1623 gefürstet worden und damit nicht vornehm genug war. Anna Salome ließ 1668 in Elten, wo sie seit 1654 ebenfalls Stiftsdame war und seit 1656 das Amt der Küsterin innehatte (ihre Schwester Maria Sophia war dort Äbtissin), ein neues Küstereihaus errichten, das mit der Salm-Reifferscheidtschen Blut- oder Erbpräbende verbunden war. Auch auf den Münzen, die sie schlagen ließ, befand sich neben der Umschrift Anna Salome D: G Prin: Essend: Comitissa Salmen (Anna Salome D(ei) G(ratia) Princeps Essend(iensis) Comitissa Salmen(sis), deutsch Anna Salome von Gottes Gnaden Fürst von Essen Gräfin von Salm) das Salmsche Familienwappen.

## Tod und Nachfolge
Anna Salome starb 1688, trotz der Behandlung durch Simon Leefmann, der – obwohl jüdischen Glaubens – ihr Leibarzt war. Leefmann war allerdings auch der einzige in Essen ansässige Arzt. Nach ihrem Tod wurden alle ihre Zimmer, das Stiftsarchiv und die Stiftskanzlei verschlossen. In allen Kirchen des Stifts wurden in den nächsten drei Tagen dreimal eine Stunde lang die Glocken geläutet, danach sechs Wochen lang täglich eine Stunde. Ebenso lang war im Stiftsgebiet das Glücksspiel untersagt, und die Stiftsdamen – auch die in den untergeordneten Stiften von Stoppenberg und Rellinghausen – hatten Trauer zu tragen. Anna Salome wurde im Mittelschiff der Essener Münsterkirche begraben. Ihr Epitaph, vermutlich vom Münsteraner Bildhauer Johann Mauritz Gröninger, befindet sich heute an der Wand des nördlichen Seitenschiffs auf der Orgelempore. In dem zwölf Tage vor ihrem Tod niedergelegten Testament bestimmte Anna Salome von Salm-Reifferscheidt, dass nur derjenige Neffe ihr Universalerbe werden dürfe, der eine Frau heiraten würde, die für ein hochadeliges Reichsstift qualifiziert sei. Zu diesem Zeitpunkt waren ihre Brüder bereits tot, die beiden Neffen noch unverheiratet. Die stiftische Qualifikation der Ehefrau sollte als Kontrollinstanz für die Ebenbürtigkeit und damit für den Erhalt des Standes sorgen. Die Erbschaft wurde von Franz Ernst von Salm-Reifferscheidt angetreten, obwohl er eine Prinzessin von Thurn und Taxis geheiratet hatte, die zwar nicht ebenbürtig war, aber eine sehr hohe Mitgift in die Ehe brachte. Trotz dieser nicht standesgemäßen Mutter wurde die Tochter Anna Luisa aus dieser Ehe später im Stift Essen aufgenommen.
Anna Salomes Nachfolgerin als Äbtissin des Stifts Essen wurde nach einigen Wahlwirren Anna Salome von Manderscheid-Blankenheim, die bereits 1646 Kandidatin für dieses Amt gewesen war. 